# Вільямсон (округ, Іллінойс)
Шаблон:StateAbbr_ 37°44′ пн. ш. 88°56′ зх. д. / 37.73° пн. ш. 88.93° зх. д.
Округ  Вільямсон (англ. Williamson County) — округ (графство) у штаті  Іллінойс, США. Ідентифікатор округу 17199.

## Історія
Округ утворений 1839 року.

## Демографія
За даними перепису 
2000 року 
загальне населення округу становило 61296 осіб, зокрема міського населення було 39421, а сільського — 21875.
Серед мешканців округу чоловіків було 29691, а жінок — 31605. В окрузі було 25358 домогосподарств, 16969 родин, які мешкали в 27703 будинках.
Середній розмір родини становив 2,89.
Віковий розподіл населення поданий у таблиці:
| Стать    | До 15 років | 15-21 | 22-29 | 30-39 | 40-49 | 50-65 | 65-85 | Понад 85 |
| -------- | ----------- | ----- | ----- | ----- | ----- | ----- | ----- | -------- |
| Чоловіки | 5861        | 2777  | 3079  | 4364  | 4447  | 5124  | 3676  | 363      |
| Жінки    | 5760        | 2723  | 3006  | 4188  | 4456  | 5388  | 5096  | 988      |

## Суміжні округи
- Франклін — північ
- Салін — схід
- Поуп — південний схід
- Джонсон — південь
- Юніон — південний захід
- Джексон — захід

## Виноски
1. ↑  U.S. Decennial Census. United States Census Bureau. Архів оригіналу за 4 квітня 2018. Процитовано 9 липня 2014.
2. ↑  Historical Census Browser. University of Virginia Library. Архів оригіналу за 11 серпня 2012. Процитовано 9 липня 2014.
3. ↑  Population of Counties by Decennial Census: 1900 to 1990. United States Census Bureau. Архів оригіналу за 24 квітня 2014. Процитовано 9 липня 2014.
4. ↑  Census 2000 PHC-T-4. Ranking Tables for Counties: 1990 and 2000 (PDF). United States Census Bureau. Архів оригіналу (PDF) за 18 грудня 2014. Процитовано 9 липня 2014.
5. ↑  State & County QuickFacts. United States Census Bureau. Архів оригіналу за 22 липня 2011. Процитовано 9 липня 2014.(англ.) Наведено за англійською вікіпедією.
6. ↑  American FactFinder. Бюро перепису населення США. Архів оригіналу за 26 лютого 2012. Процитовано 31 січня 2008.

| США | Це незавершена стаття з географії США. Ви можете допомогти проєкту, виправивши або дописавши її. |